# Chevra-Bikur-Cholim-Synagoge

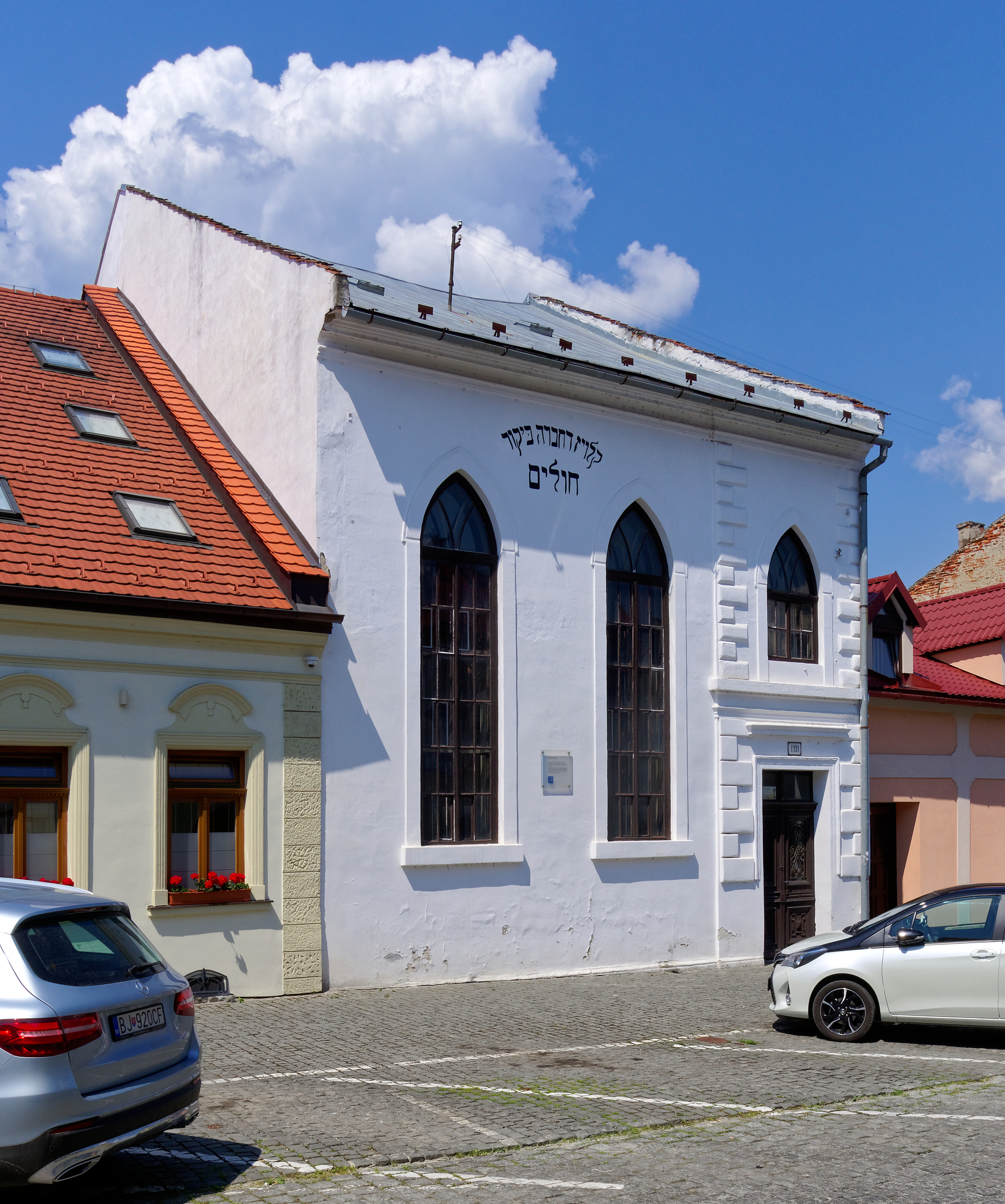
Chevra-Bikur-Cholim-Synagoge (2018)

Die Chevra-Bikur-Cholim-Synagoge in der slowakischen Stadt Bardejov wurde 1929 von dem jüdischen Wohltätigkeitsverband Gemeinschaft zum Besuch der Kranken (Chevra-Bikur-Cholim)  erbaut. Die Innenausstattung ist nahezu vollständig erhalten und zeigt somit einen der wenigen authentischen Innenräume einer Synagoge in der Slowakei. Das Gebäude kann nach Absprache besichtigt werden.

## Architektur
Die Synagoge steht in der historischen Altstadt von Bardejov. Die Ostfassade weist zur Straße. Zwischen zwei hohen Spitzbogenfenstern befindet sich in hebräisch eine Inschrift mit dem Namen der Gemeinschaft. Die Eingangstür ist rechts neben diesen Fenstern; darüber ist ein weiteres kleineres Spitzbogenfenster.
Vom Eingang führt ein langer Gang zu den Türen der Haupthalle (dem Gebetsraum der Männer), einem hinteren Raum, der als Studierzimmer genutzt wurde, einem Zugang zum Hinterhof und einer Treppe zur Frauenempore.
Bedingt durch den langen und schmalen Grundriss ist die Frauengalerie nur auf der Westseite vorhanden. Die Bima befindet sich im Zentrum der Haupthalle und der Toraschrein zwischen den beiden großen Fenstern an der Ostseite. Die Wände sind mit dekorativen Wandgemälden verziert.